# Edward R. Murrow Kommunikációs Főiskola
A Washingtoni Állami Egyetem Edward R. Murrow Kommunikációs Főiskolája az intézmény pullmani kampuszán működik. A 2008. július 1-jén létrejött iskola nevét a korábban a Bölcsészettudományi Főiskola épületében működő kommunikációs iskola leghíresebb öregdiákjáról, Edward R. Murrow műsorvezetőről kapta.
A főiskolán BSc szinten kommunikáció és társadalom, újságírás és médiagyártás, valamint stratégiai kommunikáció; MSc szinten pedig kommunikáció, technológia és társadalmi befolyás, illetve média és egészségfejlesztés szakokon lehet tanulni.
A Murrow Média és Egészségfejlesztési Központ az Erica Austin PhD és Bruce Pinkelton PhD által 2009. július 1-jén  létrehozott médiakutató intézet, melynek célja az egészségfejlesztés a fiatalok és felnőttek állapotának kutatása segítségével. Az intézetben jelenleg 12 kutató és nyolc MSc-hallgató dolgozik.
A hallgatók egy televízió- és kettő rádióadót üzemeltetnek: a Cable 8 Productions tévécsatorna az egyetemen kívül Pullman és Moscow városokban, illetve környékükön sugároz; a KZUU 90.7 FM a hallgatói önkormányzat nonprofit rádióadója, amely 1979-ben kapott sugárzási engedélyt; a KUGR Cougar College Radio pedig egy online rádióadó.

## Történet
1964-ben az Újságírói Tanszék és a Beszédtudományi Tanszék műsorvezetői szakának összevonásával létrejött a Kommunikáció Tanszék, melynek első vezetője Robert A. Mott volt. A kezdetekben a tanszéken újságírást, rádiós és televíziós műsorvezetést, hírszerkesztést és médiamenedzsmentet tanítottak. 1973-ban a tanszék Edward R. Murrow együttműködésével megnyitotta a Murrow Kommunikációs Központot, és megtartották az első Edward R. Murrow Symposiumot, ahol Eric Sevareid, Henry Loomis és Harry S. Ashmore is előadást tartottak. Az eseményből hagyomány lett, és az eseményhez kapcsolódóan megalapították az Edward R. Murrow-díjat.
Az 1980-as években a tanszék gyors növekedésnek indult; Glenn Johnson és W. Neal Robison oktatók vezetésével heti hírösszefoglaló program indult, amely lefektette az 1986-ban indult Cable 8 Productions alapjait. 1983-ban a Kommunikáció- és a Beszédkommunikáció Tanszékek egyesülésével kommunikáció szakos mesterképzéseket is indíthattak; az első MA diplomát 1985 osztották ki. 1986-ban a tanszék vezetője Dr. Alexis S. Tan lett; a WSU igazgatótanácsának 1990-es döntésével a tanszék a továbbiakban Edward R. Murrow Kommunikációs Iskola néven működött tovább; 2002-ben elindították doktori képzésüket, 2008-tól pedig önálló főiskolaként működnek. Az első dékán a 30 éves újságírói tapasztalattal rendelkező, az amerikai-muszlim kapcsolatokban jártas Dr. Lawrence Pintak lett.

### Az intézmény vezetői
A Kommunikáció Tanszék vezetői
- Robert A. Mott (1965–1969)
- Hugh A. Rundell (1968–1970)
- Donald E. Wells (1970–1977)
- Thomas Heutermin (1977–1983)
- James Van Leuven és Robert Irvie (1983, ideiglenesen)
- Thomas Heutermin (1983–1986)
- Alexis S. Tan (1986–1990)

Az Edward R. Murrow Kommunikációs Iskola igazgatói
- Alexis S. Tan (1990–2006)
- Erica Weintraub Austin (2006–2008, ideiglenesen)

Az Edward R. Murrow Kommunikációs Főiskola dékánjai
- Erica Weinstraub Austin (2008–2009, ideiglenesen)
- Lawrence Pintak (2009–2015)
- Bruce Prinkleton (2015–, ideiglenesen)

## Edward R. Murrow Symposium
Az 1973 tavasza óta minden évben megrendezett Edward R. Murrow Symposiumon jelentős médiaszemélyiségek beszélik meg a kommunikációban felmerülő problémákat, egyben lehetőséget nyújt a jelenlegi hallgatóknak, hogy az öregdiákoktól és médiaszakemberektől kérdezzenek. 1997 óta az Edward R. Murrow tevékenységét továbbvivők megkaphatják az Edward R. Murrow-díjat.

### Edward R. Murrow-díjasok listája
- 1997 – Sam Donaldson (műsorvezetés – életműdíj)
- 1998 – Frank Blethen (újságírás – életműdíj)
- 1998 – Walter Cronkite (műsorvezetés – életműdíj)
- 1998 – Moriyoshi Saito (nemzetközi és kultúraközi kommunikáció)
- 1999 – Al Neuharth (újságírás – életműdíj)
- 1999 – Keith Jackson (műsorvezetés – életműdíj)
- 2000 – Ted Turner (kommunikáció – életműdíj)
- 2001 – George Bernard Shaw (műsorvezetés – életműdíj)
- 2002 – Sir Howard Stringer (nemzetközi és kultúraközi kommunikáció)
- 2002 – Christiane Amanpour (kiváló műsorvezető)
- 2002 – Daniel Schorr (műsorvezetés – életműdíj)
- 2003 – Daniel Pearl (kiváló újságíró)
- 2004 – Peter Jennings (műsorvezetés – életműdíj)
- 2006 – Tom Brokaw (műsorvezetés – életműdíj)
- 2007 – David Fanning és a Frontline sorozat (kiváló újságíró)
- 2008 – Don Hewitt (tudósítás – életműdíj)
- 2009 – Bob Schieffer (tudósítás – életműdíj)
- 2009 – Helen Thomas (újságírás – életműdíj)
- 2010 – Deborah Amos (rádiózás – életműdíj)
- 2010 – Judy Woodruff (televíziós tudósítás – életműdíj)
- 2011 – Ted Koppel (tudósítás – életműdíj)
- 2012 – Dan Rather (tudósítás – életműdíj)
- 2014 – John S. és James L. Knight Alapítvány (kiválóság díja)
- 2016 – Clarissa Ward (kiváló újságíró)

## Híres öregdiákok
- Cindy Brunson (1996, műsorkészítő)[9]
- Edward R. Murrow (1930, beszédkommunikáció)[10]
- Gary Larson (1972, kommunikáció)[11]
- Kathi Goertzen (1980, műsorkészítő)[12]
- Keith Jackson (1954, beszédkommunikáció)[13]

## Fordítás
Ez a szócikk részben vagy egészben  az   Edward R. Murrow College of Communication című angol Wikipédia-szócikk ezen változatának fordításán alapul.  Az eredeti cikk szerkesztőit annak laptörténete sorolja fel. Ez a jelzés csupán a megfogalmazás eredetét és a szerzői jogokat jelzi, nem szolgál a cikkben szereplő információk forrásmegjelöléseként.